# Chi3 Sagittarii
Título a ser usado para criar uma ligação interna é Chi3 Sagittarii.
Chi3 Sagitarii (49 Sagitarii) é uma estrela na direção da constelação de Sagittarius. Possui uma ascensão reta de 19h 25m 29.67s e uma declinação de −23° 57′ 44.7″. Sua magnitude aparente é igual a 5.45. Considerando sua distância de 505 anos-luz em relação à Terra, sua magnitude absoluta é igual a −0.50. Pertence à classe espectral K3III.